# Sedžo
Sedžo, korejsky 조선 세조 , známý také jako princ Suyang, korejsky 수양 (29. září 1417 – 8. září 1468) byl králem Korejského království, sedmým panovníkem dynastie Čoson, jenž zemi vládl v letech 1455–1468. Byl synem Sedžonga Velikého (korejského krále vládnoucího v letech 1418–1450), bratrem krále Mundžonga (vládl 1450–1452) a strýcem krále Tandžonga (vládl 1452–1455).

## Život
Narodil se jako druhý syn krále Sedžonga. Od mládí projevoval schopnosti v lukostřelbě, jízdě na koni a bojových uměních. To ho předurčilo ke kariéře v armádě, byť reálné bitvy se nikdy nezúčastnil. Po smrti krále Sedžonga se ujal vlády jeho bratr Mundžong, tehdy však byl již nemocný a brzy také zemřel. Koruna přešla na Mundžongova dvanáctiletého syna Tandžonga. Nový císař byl však příliš mladý na to, aby vládl, a reálnou moc tak drželi premiér Hwangbo In a jeho zástupce generál Kim Džongseo. Kim Džongseo a jeho frakce využili šanci a rozšířili moc dvorských úředníků na úkor členů královské rodiny. To vyvolalo značné napětí mezi vicepremiérem a Sedžoem. Podobně nespokojen byl Sedžoův mladší bratr Anpyeong. Sedžo se brzy obklopil důvěryhodnými spojenci, včetně svého později slavného poradce Han Myung-hoie. Han radil Sedžoovi, aby převzal vládu státním převratem. Sedžo tak učinil 10. listopadu 1453. Zabil při něm Kim Džongsea i řadu členů jeho frakce. Po převratu Sedžo zatkl i svého bratra Anpyeonga, nejprve ho poslal do vyhnanství a poté ho odsoudil k smrti. Nakonec v roce 1455 donutil svého bezmocného mladého synovce na trůně Tandžonga, aby se vzdal trůnu. Prohlásil se poté za sedmého krále Čosonské dynastie. Později Tandžongovi odebral i titul prince a nechal ho otrávit, když odhalil spiknutí, které mělo Tandžonga znovu vrátit do čela státu, a které měl vést princ Geumsung, princezna Gyeonghye a šest učenců. Způsob, jakým uzmul moc, budil rozpaky a budí je dodnes, nicméně většina historiků se shoduje, že byl jedním z nejschopnějších vládců korejských dějin. Nejprve posílil královskou moc oslabením pozice předsedy vlády. Nechal sepsat Velký zákoník pro státní správu, který se stal základním kamenem státní správy a dal Koreji i první ústavu v písemné formě. Posílil tím správní systém, což vládě umožnilo určit přesné počty obyvatel, a tím pádem také lépe odvádět rekruty do vojska. V oblasti zahraniční politiky patřil k útočným vládcům, v letech 1460 a 1467 zaútočil například na Džürčeny na severu. Poprava šesti učenců, údajných spiklenců, byla sice tvrdou ranou pro korejskou vzdělaneckou elitu, jinak ale Sedžo povzbuzoval rozvoj vzdělanosti a za jeho vlády vyšla řada prací z oblasti historie, ekonomiky, zemědělství a náboženství. Sám král napsal několik knih, jedna z nich, Seokbosangjeol, byla Buddhovým životopisem. Měl být rovněž dobrým hudebníkem, milovníkem hudby a byl to on, kdo ze dvorských rituálů vytlačil čínskou hudbu hudbou korejskou. Zemřel v roce 1468. Trůn přešel na jeho syna Jedžonga, který však byl již při přebírání vlády nemocný a zemřel po pouhém roce na trůně.